# Alexandru Sahini
Alexandru Sahini  (n.1897, Botoșani - 1974) a fost un general român de aviație, care a îndeplinit funcții de comandă în cel de-al Doilea Război Mondial. Pentru biografia și cariera profesională a lui Alexandru Sahini, vezi:
A fost înaintat la gradul de general de escadră aviator la 23 martie 1944 și la gradul de general comandant aviator la 16 aprilie 1947, cu vechimea de la 10 mai 1946.
Generalul comandant aviator Alexandru Sahini a fost trecut în cadrul disponibil la 9 august 1946, în baza legii nr. 433 din 1946, și apoi, din oficiu, în poziția de rezervă la 9 august 1947.